# プリンストン神学
プリンストン神学（プリンストンしんがく、The Princeton theology）とは、プリンストン神学校で展開された、伝統的で保守的な改革派教会、長老派教会の神学である。現在のプリンストン神学校はリベラルであるため、これと区別して古プリンストン神学、旧プリンストン学派とも呼ばれる。

## 先駆者
- ジョナサン・エドワーズ (神学者)

## プリンストン神学者
- チャールズ・ホッジ
- A・A・ホッジ
- ベンジャミン・ウォーフィールド

## 後継者
- ジョン・グレッサム・メイチェン
- コーネリウス・ヴァン・ティル
- ジョン・マーレイ

メイチェンらはプリンストン神学校のリベラル化に抗議して、新しくウェストミンスター神学校を設立した。

## 参考
- 『福音主義キリスト教と福音派』宇田進 いのちのことば社
- W. Andrew Hoffecker, Piety and the Princeton Theologians (Nutley: Presbyterian and Reformed, 1981), v.
- Mark A. Noll, The Princeton Theology 1812 – 1921 (Grand Rapids: Baker Academic, 2001), 13.